# Jekaterina Jewgenjewna Lopes
Jekaterina Jewgenjewna Lopes (russisch Екатерина Евгеньевна Лопес; * 18. Dezember 1987 als Jekaterina Iwanowa in Moskau, Russische SFSR, Sowjetunion) ist eine ehemalige russische Tennisspielerin.

## Karriere
Lopes, die Sandplätze bevorzugte, gewann fünf Turniere auf dem ITF Women’s Circuit in der Einzelkonkurrenz: 2005 in Bukarest, 2008 in Mestre, 2009 in Brünn sowie im Jahr 2014 je ein kleines Turnier auf Mallorco und auf den Azoren. Zwischen 2005 und 2009 kamen sechs ITF-Titel im Doppel hinzu, insgesamt wurden es elf.
2008 erreichte sie das Viertelfinale des WTA-Turniers in Barcelona. Lopes konnte sich 2008 erstmals für die Australian Open qualifizieren, scheiterte dort jedoch in der ersten Runde; 2010 bei den French Open erging es ihr ebenso.
Ihr letztes Match auf der Damentour spielte sie am 1. September 2014 bei einem ITF-Turnier in Moskau.

## Turniersiege

### Einzel
| Nr. | Datum            | Turnier       | Kategorie   | Belag     | Finalgegnerin             | Ergebnis         |
| --- | ---------------- | ------------- | ----------- | --------- | ------------------------- | ---------------- |
| 1.  | Juni 2005        | Bucharest     | ITF $10.000 | Sand      | Corina-Claudia Corduneanu | 4:6, 6:3, 7:5    |
| 2.  | September 2008   | Mestre        | ITF $50.000 | Sand      | Romina Oprandi            | 6:3, 3:0 Aufgabe |
| 3.  | Juni 2009        | Brünn         | ITF $25.000 | Sand      | Sandra Záhlavová          | 6:0, 6:3         |
| 4.  | 23. Februar 2014 | Palmanova     | ITF $10.000 | Sand      | Bárbara Luz               | 6:4, 6:2         |
| 5.  | 16. März 2014    | Ponta Delgada | ITF $10.000 | Hartplatz | Bárbara Luz               | 6:4, 6:2         |

### Doppel
| Nr. | Datum          | Turnier       | Kategorie     | Belag     | Partnerin          | Finalgegnerinnen                        | Ergebnis         |
| --- | -------------- | ------------- | ------------- | --------- | ------------------ | --------------------------------------- | ---------------- |
| 1.  | August 2005    | Moskau        | ITF $10.000   | Sand      | Olga Panowa        | Anna Bastrikova Wassilissa Dawydowa     | 7:5, 6:3         |
| 2.  | September 2006 | Lecce         | ITF $25.000   | Sand      | Teodora Mirčić     | Kildine Chevalier Adriana Serra Zanetti | 7:64, 6:4        |
| 3.  | April 2007     | Torrent       | ITF $50.000   | Sand      | Jewgenija Rodina   | Marta Marrero Carla Suárez Navarro      | 7:67, 3:6, 6:2   |
| 4.  | Februar 2009   | Surprise      | ITF $25.000   | Hartplatz | Jorgelina Cravero  | Ahsha Rolle Yanina Wickmayer            | 6:1, 6:1         |
| 5.  | August 2009    | Moskau        | ITF $25.000   | Sand      | Arina Rodionowa    | Weronika Kapschaj Melanie Klaffner      | 6:2, 6:2         |
| 6.  | August 2009    | Moskau        | ITF $25.000   | Sand      | Arina Rodionowa    | Walerija Sawinych Marina Schamaiko      | 6:3, 6:3         |
| 7.  | Juli 2010      | Contrexéville | ITF $50.000   | Sand      | Nina Brattschikowa | Jelena Dokić Sharon Fichman             | 4:6, 6:4, [10:3] |
| 8.  | August 2010    | Astana        | ITF $50.000   | Hartplatz | Nina Brattschikowa | Juliana Fedak Anastasija Wassyljewa     | 6:4, 6:4         |
| 9.  | Mai 2011       | Grado         | ITF $25.000   | Sand      | María Irigoyen     | Liu Wanting Sun Shengnan                | 6:3, 6:0         |
| 10. | August 2011    | Kasan         | ITF $50.000+H | Hartplatz | Andreja Klepač     | Witalija Djatschenko Alexandra Panowa   | kampflos         |
| 11. | September 2011 | Biella        | ITF $100.000  | Sand      | Lara Arruabarrena  | Janette Husárová Renata Voráčová        | 6:3, 0:6, [10:3] |

## Persönliches
2013 heiratete sie ihren Trainer Andre Lopes und nahm dessen Namen an.